# E級潜水艦 (アメリカ海軍)
E級潜水艦 (E-class submarine) は、アメリカ海軍の潜水艦の艦級。2隻が建造され、沿岸、港湾防衛用として第一次世界大戦前に使用された。戦争が始まると本級は訓練艦として使用された。
E級は戦術及び新型機材の評価試験にも使用された。
本級は後に建造された新型の長時間航行可能な航洋潜水艦に取って代わられる。ワシントン海軍軍縮条約に応じるため、本級は1922年に退役した。

## 同型艦
- E-1 (予定艦名スキップジャック) (USS Skipjack/E-1, SS-24)　1911年11月17日改称

　フォアリバー造船所建造　就役:1912年2月14日　退役:1921年10月20日
　予定艦名の由来はカツオやスマ属を中心としたサバ科の大形海水魚の総称。
- E-2 (予定艦名スタージョン) (USS Sturgeon/E-2, SS-25)　1911年11月17日改称

　フォアリバー造船所建造　就役:1912年2月14日　退役:1921年10月20日
　予定艦名の由来はチョウザメ科に属する大形淡水魚4属25種の総称。